# Asaka Yasuhiko

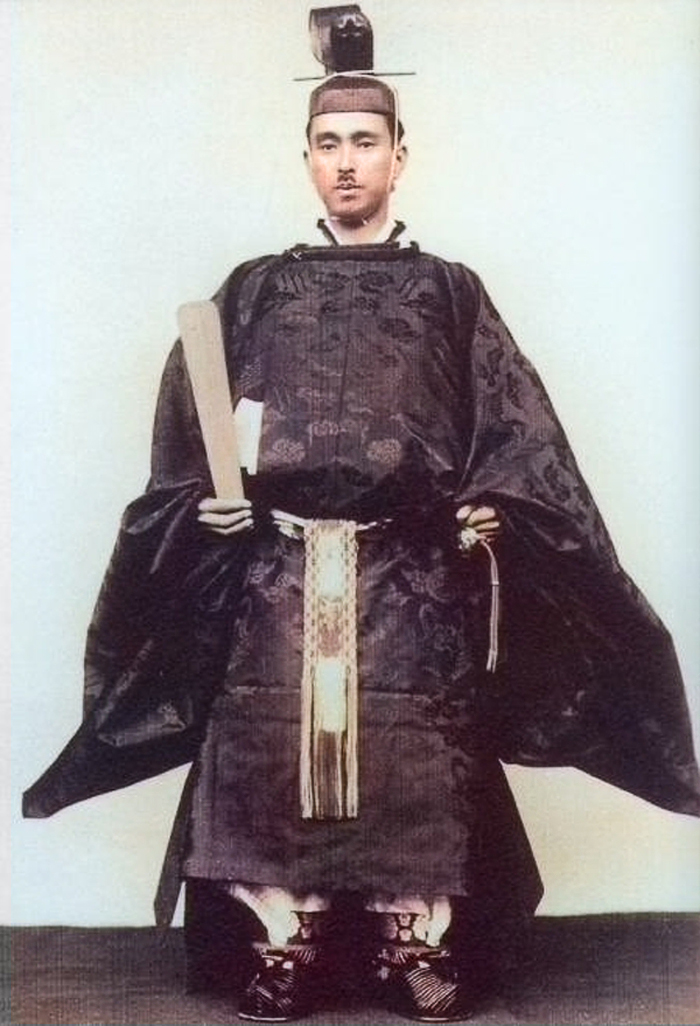
Prinz Asaka Yasuhiko

Prinz Asaka Yasuhiko (jap. 朝香宮鳩彦王 Asaka-no-miya Yasuhiko-ō; * 2. Oktober 1887 in Kyōto; † 12. April 1981 in Atami) war der Gründer eines weiteren Zweiges der japanischen Kaiserfamilie und ein General der Japanischen Armee. Ihm wird als Kommandeur der Truppen, die im Dezember 1937 Nanking eroberten, eine führende Rolle beim Massaker von Nanking vorgeworfen, wofür er jedoch nie rechtlich belangt wurde.

## Familie
Asaka wurde 1887 in Kyōto als achter Sohn von Prinz Kuni Asahiko und der Hohen Dame Tsunoda Sugako geboren. Prinz Kuni war ein ehemaliger buddhistischer Priester und ein rangniedriges Mitglied des Hauses Fushimi-no-miya, einer der vier Thronfolgelinien im Kaiserreich Japan. 1872 wurde ihm von Tennō Meiji die Gründung seines eigenen Hauses, Kuni-no-miya, erlaubt, in welches Prinz Yasuhiko hineingeboren wurde.  Er war ein Halbbruder der Prinzen Higashikuni Naruhiko, Nashimoto Morimasa, Kaya Kuninori und Kuni Kuniyoshi.
Am 10. März 1906 wurde ihm von Tennō Meiji die Erlaubnis erteilt, einen neuen Zweig der Kaiserlichen Familie, die Asaka-no-miya, zu bilden. Am 6. Mai 1909 heiratete er mit Prinzessin Fumi-no-miya Nobuko die achte Tochter Meijis. Aus der Ehe gingen zwei Söhne und zwei Töchter hervor.

## Militärische Laufbahn
Wie es von den Prinzen zur Zeit Meijis erwartet wurde, schlug auch Yasuhiko eine militärische Laufbahn ein. Er ging bereits seit seiner Kindheit auf Schulen, welche die Kinder auf den Militärdienst vorbereiten sollten und schloss 1908 die Kaiserlich Japanische Heeresakademie im Range eines Leutnants ab. Die Beförderung zum Hauptmann erfolgte 1912, 1917 wurde er Oberstleutnant und 1922 schließlich Oberst.
Von 1920 bis 1923 studierte er gemeinsam mit seinem Halbbruder Prinz Higashikuni Naruhiko und seinem Cousin Prinz Kitashirakawa Naruhisa in Frankreich an der École spéciale militaire de Saint-Cyr. Am 1. April 1923 war er in einem Vorort von Paris in einen Autounfall verwickelt. Während Prinz Kitashirakawa bei diesem Unfall ums Leben kam, überlebte Asaka schwer verletzt und hinkte als Folge für den Rest seines Lebens.

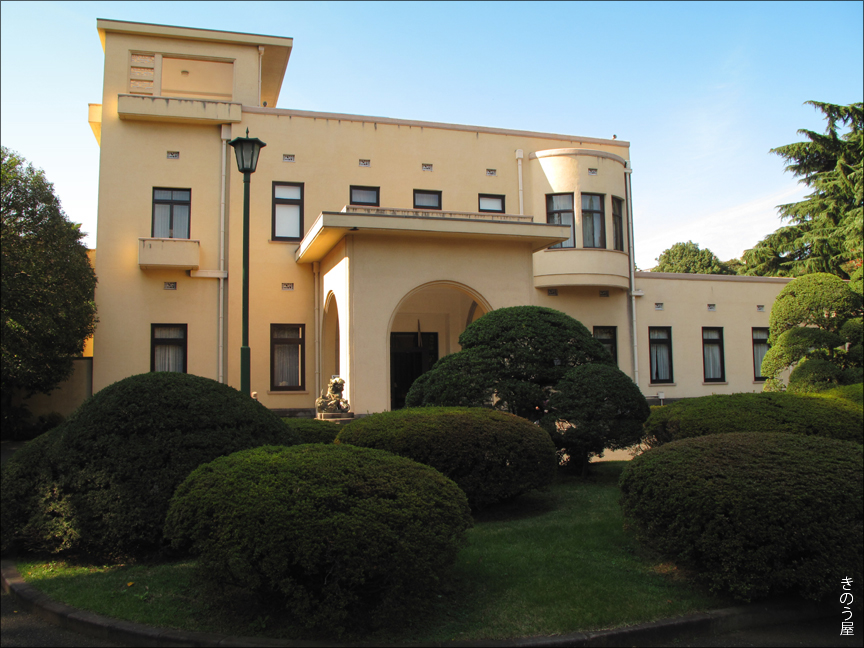
Frühere Residenz von Prinz Asaka Yasuhiko im Art-déco-Stil, heute das Tokyo Metropolitan Teien Art Museum

Seine Frau reiste nach Frankreich, um ihn zu pflegen. 1925 besuchten die beiden die USA, bevor sie nach Japan zurückkehrten. In den USA waren beide von der neuen Kunstrichtung des Art déco beeindruckt worden, weshalb Prinz Asaka sich in Tokio ein Haus in diesem Stil errichten ließ. Dieses wurde im Mai 1933, wenige Monate vor dem Tod seiner Frau, fertiggestellt.
Seit 1926 unterrichtete er an der Kaiserlich Japanischen Heereshochschule und wurde 1930 aufgrund seiner dortigen Leistungen zum Generalmajor befördert. 1933 folgte, zeitgleich mit der Berufung zum Befehlshaber der Japanischen Kaiserlichen Garde, die Beförderung zum Generalleutnant. Im Dezember 1935 wurde er in den Obersten Kriegsrat berufen, eine Stellung, die es ihm erlaubte, Einfluss auf Tennō Hirohito auszuüben.
Diesen Einfluss machte er erstmals während des Putschversuchs vom 26. Februar 1936 geltend, indem er Hirohito dazu drängte, eine neue Regierung zu berufen, die für die Aufständischen akzeptabler wäre. Er bestand vor allem darauf, dass der Premierminister Okada Keisuke durch Hirota Kōki ersetzt würde. Dieser Vorfall führte, gemeinsam mit der Nähe Prinz Asakas zur Kōdō-ha und anderer rechtsgerichteter Verbindungen innerhalb der Armee, dazu, dass Hirohito begann, sich von ihm zu entfremden. Wahrscheinlich aus dieser Entfremdung heraus wurde Prinz Asaka Ende 1937 im gerade begonnenen Zweiten Chinesisch-Japanischen Krieg nach China entsandt, wo er unter dem Befehl von General Matsui Iwane in der Regionalarmee Zentralchina diente.

## Rolle während des Nanking-Massakers

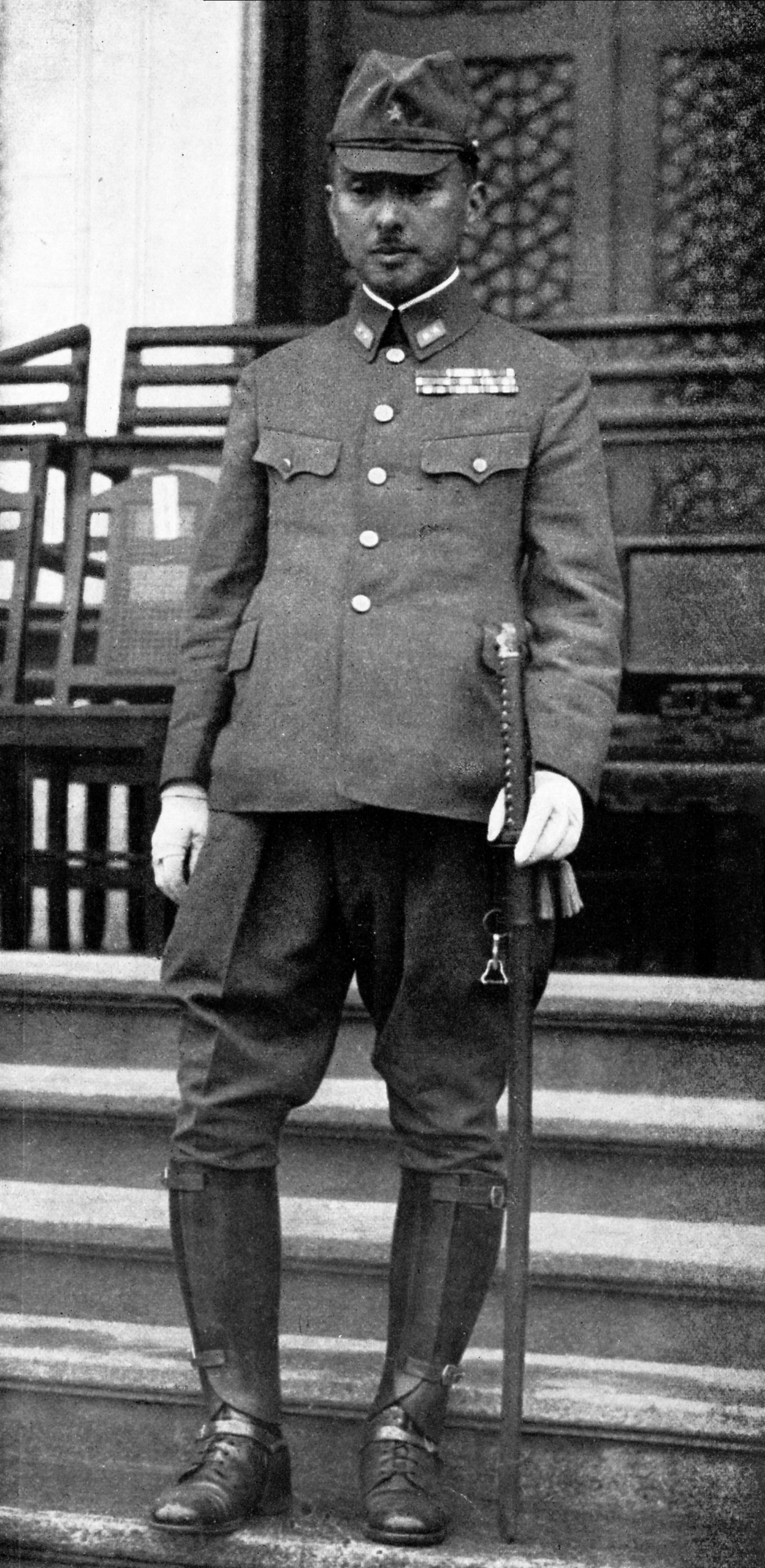
Prinz Asaka 1940

Im November wurde Asaka in Vertretung für den kranken General Matsui Oberbefehlshaber der japanischen Truppen um Nanking, der damaligen Hauptstadt der Republik China. In dieser Position führte er auch den finalen Angriff auf die Stadt vom 2. bis zum 6. Dezember. Angeblich gab er dabei den Befehl aus, „alle Gefangenen zu töten“, was den Morden während des folgenden Massaker von Nanking eine offizielle Befehlsgrundlage gegeben hätte.
Während einige Autoren die Aussage stützen, der Befehl sei von Prinz Asaka selbst gekommen, vermuten andere, er sei von Generalleutnant Chō Isamu, Stabsmitglied der Regionalarmee Zentralchina und als radikaler Ultranationalist bekannt, im Namen des Prinzen und mit dessen Wissen oder Zustimmung gegeben worden. Aber auch wenn die Initiative von Chō ausging, so tat Prinz Asaka, der offizielle Oberbefehlshaber, nichts, um die Gräueltaten zu stoppen. Auch General Matsui, der erst nach Beginn des Massakers wieder zur Truppe kam, gab keinen Befehl, das Töten zu stoppen.
Während die Rolle Prinz Asakas am Massaker weiterhin nicht vollständig klar ist, dürfte die Ursache für das Begehen solcher Verbrechen in einer Note Hirohitos vom 5. August 1937 zu finden sein, in welcher er die Armee auffordert, bei der Behandlung chinesischer Gefangener die Fesseln des Internationalen Rechts abzulegen.
Vermutlich zur Besänftigung der internationalen Empörung über das Massaker wurden General Matsui und Prinz Asaka im Februar 1938 nach Japan zurückgerufen. Während Matsui in den Ruhestand versetzt wurde, erhielt Asaka seinen alten Posten im Obersten Kriegsrat wieder, welchen er bis zum Ende des Pazifikkriegs behielt. Zwar wurde er im August 1939 zum General befördert, er erhielt jedoch kein weiteres militärisches Kommando. Ab 1944 konspirierte er gemeinsam mit den Prinzen Higashikuni und Takamatsu sowie dem ehemaligen Premierminister Konoe Fumimaro, um die Absetzung von Tōjō Hideki zu erreichen.
Nach der Kapitulation Japans befragten die alliierten Besatzungsbehörden Prinz Asaka am 1. Mai 1946 zu seiner Rolle beim Massaker von Nanking, unternahmen jedoch nichts weiter um ihn vor das Internationale Militärtribunal für den Fernen Osten zu bringen, da General Douglas MacArthur allen Mitgliedern der Kaiserlichen Familie Immunität garantiert hatte.

## Nachkriegszeit
Am 14. Oktober 1947 verloren Asaka und seine gesamte Familie ihren adeligen Status und ihre Privilegien, da die Besatzungsbehörden die Kaiserliche Familie auf das engste Umfeld Hirohitos beschränkten und die verschiedenen Thronfolgerlinien abschafften. Dies geschah, um eine bessere Übersicht über die potentiellen Thronfolger zu haben und einen Putsch einer anderen Linie zu verhindern. Da Yasuhiko und sein 1994 verstorbener Sohn Takahiko Offiziere in der Kaiserlich Japanischen Armee gewesen waren, wurden sie von sämtlichen politischen Ämtern ausgeschlossen. Sein Art-déco-Haus wurde von der neuen Regierung in Besitz genommen und beherbergt heute das Tokyo Metropolitan Teien Art Museum.
Am 18. Dezember 1951 konvertierte Asaka zum römisch-katholischen Glauben. Er war die erste mit der Kaiserlichen Familie verwandte Person, die diesen Schritt ging.
Asaka begann nach dem Krieg, Golf zu spielen und bald auch Golfplätze zu entwerfen. So war er in den 1950ern Architekt des Golfplatzes des Dai-Hakone Country Club.
Der ehemalige Prinz starb am 12. April 1981 im Alter von 93 Jahren in seiner neuen Heimat Atami.